# Parque Nacional de Natureza Tsumanska Puscha
O Parque Nacional de Natureza Tsumanska Puscha (em ucraniano:  Національний природний парк Цуманська Пуща) é um parque nacional da Ucrânia, localizado a leste do Oblast de Volínia.